# Kategoria systematyczna
Kategoria systematyczna, kategoria taksonomiczna, ranga taksonomiczna – w systematyce organizmów, pozycja (ranga) taksonu w hierarchicznym systemie klasyfikacji biologicznej (układzie systematycznym) obejmująca dany takson oraz wszystkie zaliczane do niego taksony niższego poziomu.

## Pojęcia podstawowe
Podstawową kategorią systematyczną jest gatunek (takson w randze gatunku), który jest jednocześnie traktowany jako podstawowa jednostka taksonomiczna. Kategoria (ranga) taksonomiczna jest pojęciem abstrakcyjnym, definiowanym arbitralnie przez systematyków, ale obejmuje konkretne biologiczne obiekty – grupy organizmów (taksony) sklasyfikowanych razem ze względu na podobieństwo charakterystycznych cech (w taksonomii fenetycznej) lub wspólne pochodzenie (w taksonomii filogenetycznej). Kategorie znajdujące się na tym samym poziomie grupowane są w kategorię nadrzędną (wyższej rangi), przy czym, im wyższa ranga kategorii, tym mniejszy jest zakres cech wspólnych, zwiększa się natomiast liczba gatunków zaliczanych do takiej kategorii. Kategorie wyższe od gatunku tworzone są głównie w oparciu o homologie i cechy przystosowania do środowiska.

### Kategoria a takson
W języku polskim kategoria systematyczna jest nagminnie mylona z taksonem. Różnica polega na tym, że podczas gdy kategoria oznacza rangę, czyli pozycję w układzie hierarchicznym, takson oznacza konkretną grupę podobnych do siebie osobników, zaliczaną do danej kategorii. Np. takson Cygnus (nazwa zwyczajowa: łabędź) obejmuje wszystkie łabędzie zgromadzone w kategorii systematycznej "rodzaj".

## Pojęcia pokrewne
Teorią i praktyką tworzenia kategorii systematycznych i metodami zaszeregowywania do nich organizmów zajmuje się taksonomia.
Hierarchiczne układy systematyczne (systemy klasyfikacji) obrazujące aktualny w danym okresie stan wiedzy o pochodzeniu i pokrewieństwie organizmów, tworzone w oparciu o zasady systematyki organizmów, wykorzystujące kategorie taksonomiczne omówiono w odrębnym artykule.

## Kladystyka
Taksony klasyfikowane w poszczególnych kategoriach powinny być monofiletyczne lub w najgorszym wypadku parafiletyczne. Te drugie dopuszcza się często z przyczyn historycznych. Np. gady są taksonem parafiletycznym w randze gromady. Każdy takson monofiletyczny jest kladem, choć nie każdy klad ma przypisany odrębny takson – układ kategorii systematycznych nie zawiera tylu poziomów, aby wszystkim kladom nadać rangę kategorii.

## Historia
Reguły systematyzowania organizmów oparte na podstawach naukowych wprowadził Karol Linneusz w Systema Naturae w XVIII w. Ustalił kryteria jednostek systematycznych oraz wyróżnił 5 kategorii systematycznych w poniższej hierarchii:
- gromada (classis),
- rząd (ordo),
- rodzaj (genus),
- gatunek (species),
- odmiana (varietas).

W kolejnych latach odmiana (varietas) została zastąpiona podgatunkiem (w botanice wyróżniana jest obecnie odmiana, jako morpha, w randze niższej od podgatunku). Wprowadzono też nowe kategorie, ponieważ wzrastała liczba opisywanych taksonów. W efekcie tych zmian stosowane współcześnie kategorie dzielą się na następujące grupy:
- kategorie wyższe od gatunku (np. rodzaj, rodzina, rząd, gromada, typ) – opisywane nazwą uninominalną (jednoczłonową), np. Canis, Rosaceae, Diptera, Echinodermata,
- gatunek – opisywany nazwą binominalną (dwuczłonową), np. Galanthus nivalis,
- kategorie wewnątrzgatunkowe (poniżej gatunku, np. podgatunek, odmiana).

Nie mają charakteru taksonomicznego jednostki podziału w obrębie gatunku oparte na kryteriach fenotypowych, takie jak kultywar stosowany do klasyfikacji roślin uprawnych oraz rasa.

## Kategorie podstawowe
| Podstawowe kategorie systematyczne |                |              |              |
| Nazwa łacińska                     | Nazwa łacińska | Nazwa polska | Nazwa polska |
| dominium                           | dominium       | domena       | domena       |
| regnum                             | regnum         | królestwo    | królestwo    |
| phylum                             | divisio        | typ¹         | gromada¹     |
| classis                            | classis        | gromada²     | klasa²       |
| ordo                               | ordo           | rząd         | rząd         |
| familia                            | familia        | rodzina      | rodzina      |
| genus                              | genus          | rodzaj       | rodzaj       |
| species                            | species        | gatunek      | gatunek      |

Uwagi¹ Typ (phylum) jest stosowany w zoologii. Na tym samym poziomie w botanice stosowana jest gromada (divisio).
² Gromada (classis) jest stosowana w zoologii. Na tym samym poziomie w botanice stosowana jest klasa (classis).

## Kategorie pomocnicze
Często istnieje potrzeba tworzenia kategorii pomocniczych (dodatkowych poziomów) – przez dodanie przedrostka pod- (sub-) dla poziomu bezpośrednio niższego, lub nad- (super-) dla bezpośrednio wyższego, a niekiedy infra-, np. infrarząd (infraordo). Istnieje też kilka poziomów dodatkowych, które mają osobną nazwę, np. plemię (tribus), szczep, sekcja (sectio), seria (series), odmiana i forma. W dydaktyce używane są pomocniczo podziały na grupy, sekcje, działy i inne, stosowane dość dowolnie. Dawniej stosowano jeszcze legiony, kohorty, manipuły, centurie i falangi – na wzór jednostek taktycznych armii rzymskiej i greckiej.